# كوجي أيرومورا
كوجي أيرومورا (باليابانية: 有村 光史) (25 أغسطس 1976 في فوكوكا في اليابان – )؛ هو لاعب كرة قدم ياباني سابق كان يلعب كمدافع.

## وصلات خارجية
- كوجي أيرومورا على موقع رابطة كرة القدم اليابانية للمحترفين (اليابانية)
- كوجي أيرومورا على موقع قاعدة بيانات كرة القدم.إي يو (الإنجليزية)
- كوجي أيرومورا على موقع Soccerway.com (الإنجليزية)
- كوجي أيرومورا على موقع عالم كرة القدم.نت (الإنجليزية)